# Agrotis aneituma
Agrotis aneituma là một loài bướm đêm trong họ Noctuidae.